# Малі Коростівці (зупинний пункт)
Малі Коростівці (у деяких розкладах руху — Чапа́ївка) — пасажирський залізничний зупинний пункт Жмеринської дирекції Південно-Західної залізниці на неелектрифікованій лінії Жмеринка-Подільська — Могилів-Подільський між станціями Матейкове (3 км) та Жмеринка-Подільська (6 км). Розташований у селі Малі Коростівці Жмеринського району Вінницької області.

## Історія
Зупинний пункт відкритий до 1981 року. За радянських часів мав назву Чапаївка. У деяких розкладах руху поїздів і понині  позначено як зупинний пункт Чапаївка. В ході дерусифікації об'єктів топоніміки Укрзалізниці, зупинний пункт підлягає до офіційного перейменування за назвою однойменного села.

## Пасажирське сполучення
На зупинному пункті щоденно зупиняється одна пара приміських дизель-поїздів сполученням Жмеринка — Могилів-Подільський.